# 추령 (경주시)
추령(Churyeong, 楸嶺), 추령재(Churyeongjae)은 대한민국의 경상북도 경주시 황용동에서 문무대왕면을 연결하는 고개이다. 또는 가내동재라고 하기도 한다. 높이는 약 310m이다. 국도 제4호선이 추령터널로 가로질러 지나갈 수 있다. 도로명은 추령재길(Churyeongjae-gil)이다.

## 같이 보기
- 토함산
- 경주국립공원